# Musa as-Sadr

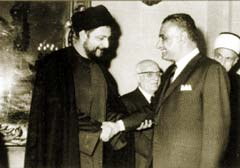
Musa as-Sadr i Gamal Abdel Naser

Musa as-Sadr (as-Sadr, al-Sader), arab.: السيد موسى الصدر, per.: مام موسى صدر (ur. 15 kwietnia 1928 w Komie, zaginął 31 sierpnia 1978 w Trypolisie) – szyicki duchowny, teolog i polityk, syn ajatollaha Sadra ad-Dina as-Sadra.

## Życiorys

### Młodość
Musa as-Sadr urodził się w 1928 roku w irańskim mieście Kom, w rodzinie poważanych teologów muzułmańskich, pochodzących z Libanu. Ukończył medresę w rodzinnym mieście oraz Uniwersytet Teherański. Następnie udał się do irackiego Nadżafu, gdzie spędził cztery lata, studiując teologię m.in. pod kierunkiem ajatollaha Mohsena al-Hakima.

### Przywództwo libańskich szyitów
Na przełomie lat 50. i 60. imam al-Sadr zamieszkał na stałe w południowolibańskim Tyrze, gdzie stał się liderem szyitów, dyskryminowanych zarówno przez chrześcijan, jak i sunnitów. W 1969 roku został pierwszym przewodniczącym Najwyższej Rady Szyickiej, powołanej jako organ reprezentujący interesy tej wspólnoty religijnej. W 1974 roku założył Ruch Wydziedziczonych (Harakat al-Mahrumin), organizację społeczno-polityczną walczącą o prawa mieszkańców południowego Libanu, której zbrojnym ramieniem był AMAL.

## Zaginięcie
W sierpniu 1978 roku Musa as-Sadr w towarzystwie szejka Mohammeda Jakuba i dziennikarza Abbasa Badra ad-Dina udał się do Libii na zaproszenie Mu’ammara Kaddafiego. Po wylocie z Bejrutu do libijskiego Trypolisu, zaginął wszelki ślad po delegacji z imamem al-Sadrem na czele. Pojawiły się różne niepotwierdzone informacje, dotyczące jego zniknięcia. Podawano m.in., że udał się do Włoch lub został porwany przez służby specjalne szacha Iranu bądź zabity na rozkaz Kaddafiego. Libańczycy w nadziei na jego powrót nie obsadzili stanowiska przewodniczącego Najwyższej Rady Szyickiej aż do 1987 roku.